# Hyalopomatus sikorskii
Hyalopomatus sikorskii är en ringmaskart som beskrevs av Kupriyanova 1993. Hyalopomatus sikorskii ingår i släktet Hyalopomatus och familjen Serpulidae. Inga underarter finns listade i Catalogue of Life.